# Бозиеш (Бистрица-Насауд)
Бозиеш (рум. Bozieș) насеље је у Румунији у округу Бистрица-Насауд у општини Киокиш. Oпштина се налази на надморској висини од 303 m.

## Становништво
Према подацима из 2002. године у насељу је живело 718 становника.

### Попис2002.
| Расподела становништва по националности 2002.‍ | Расподела становништва по националности 2002.‍ | Расподела становништва по националности 2002.‍ | Расподела становништва по националности 2002.‍ | Расподела становништва по националности 2002.‍ |
| --------------------------------------------- | --------------------------------------------- | --------------------------------------------- | --------------------------------------------- | --------------------------------------------- |
|                                               |                                               |                                               |                                               |                                               |
| Румуни                                        | Румуни                                        |                                               | 334                                           | 46,6%                                         |
| Мађари                                        | Мађари                                        |                                               | 339                                           | 47,3%                                         |
| Роми                                          | Роми                                          |                                               | 44                                            | 6,1%                                          |